# Paul Dalio
Paul Dalio (8 de diciembre de 1979) es un guionista, cineasta y compositor estadounidense. Su primera película, Touched with Fire, inspirada en su lucha por superar el trastorno bipolar, se estrenó en el festival SXSW y llegó a las salas de cine en febrero de 2016.

## Primeros años
Paul Dalio nació el 8 de diciembre de 1979 y creció en Wilton, Connecticut. Es hijo del empresario estadounidense Ray Dalio. Su abuelo, Marino Dallolio, era un músico de jazz de Nueva York que tocaba el clarinete y el saxofón.
Recibió su educación básica en el St. Luke's School de New Canaan, Connecticut. En 2004 se licenció en el programa de escritura dramática de la NYU Tisch School of the Arts.

## Carrera
Tras graduarse en 2004 se fue a Los Ángeles a trabajar para una productora de cine. Tras sufrir un extraño episodio y ser hospitalizado, se le diagnosticó trastorno bipolar. Pasó dos años entrando y saliendo de los centros de salud, dejó de escribir guiones y se vinculó con la escena del rap underground de Nueva York usando el alias de "Luna". Solicitó el ingreso en el programa de postgrado de cine y fue admitido en 2006, pero durante la semana de orientación sufrió otro episodio psicótico, tuvo que ser hospitalizado y debió retirarse del programa. Durante su depresión consiguió un trabajo en la construcción y volvió a solicitar el ingreso en la NYU en 2007, donde conoció a su mujer y colaboradora Kristina Nikolova. Allí también conoció a su profesor Spike Lee, quien se convirtió en su mentor y le ofreció la producción ejecutiva de un musical de rap que había escrito años atrás.
Su mujer le sugirió que escribiera otro guion desde la perspectiva de haber superado su lucha contra la bipolaridad para que pudiera ofrecer a otros un camino de salida. Siguiendo su consejo, escribió el guion y se lo mostró a Lee, quien se encargó de producir ejecutivamente la película que sería su debut, originalmente titulada Mania Days, protagonizada por Katie Holmes y Luke Kirby: una historia de amor entre dos poetas bipolares que sacan a relucir todo el horror y la belleza de su condición, hasta que tienen que elegir entre la cordura y el amor. Dalio comenzó a estudiar música en 2013 y decidió componer la banda sonora del filme, que finalmente se llamó Touched with Fire.

### Touched with Fire
El filme cosechó críticas positivas tras su lanzamiento, con un 90% de aprobación del público en Rotten Tomatoes. Recibió el premio SAMHSA Voice Award y el premio Imagine de la International Bipolar Foundation. En 2017 fue galardonado con el premio Erasing the Stigma Leadership de Didi Hirsch Mental Health Services y el Shining Star Award de la Ryan Licht Sang Foundation.

## Plano personal
Dalio está casado con la cineasta de origen búlgaro Kristina Nikolova. La pareja vive en Nueva York y tiene dos hijos. Su hermano Devon falleció en un accidente automovilístico el 17 de diciembre de 2020.